# Pascoal Carlos Magno
Pascoal Carlos Magno (Rio de Janeiro, 13 de janeiro de 1906 — Rio de Janeiro, 24 de maio de 1980) foi um ator, poeta, teatrólogo e diplomata brasileiro. Foi também vereador pelo antigo Distrito Federal e, no governo Juscelino Kubitschek, ocupou a função de chefe de Gabinete. É considerado um dos renovadores do teatro brasileiro, sendo responsável, por exemplo, pela criação no país da função de diretor teatral.

## Biografia
Filho dos imigrantes italianos Nicola Carlomagno e Filomena Campanella, iniciou sua carreira no teatro como ator na peça Abat-Jour em 1926. Em 1928, começou a escrever crítica literária para O Jornal. No ano seguinte, formou-se em direito e iniciou uma campanha de coleta de fundos para a instituição da Casa do Estudante do Brasil (TEB), inaugurada em 1937. Em 1930, foi premiado pela Academia Brasileira de Letras por sua peça Pierrot.
Em 1946, sua peça Tomorrow Will Be Different foi apresentada em Londres e em outras cidades européias, com boa repercussão da crítica. Através do TEB, montou em 1948 a peça Hamlet de William Shakespeare, onde foi revelado o talentoso ator Sérgio Cardoso. Em 1949, Magno criou um Festival Shakespeare no Rio de Janeiro, onde foram encenadas peças tais como Romeu e Julieta, Macbeth e Sonho de Uma Noite de Verão.
Em 1952, além de realizar uma extensa turnê com o TEB pelo norte do Brasil, Magno inaugurou o Teatro Duse (hoje Teatro Duse - Casa Pascoal Carlos Magno) em sua residência, em Santa Teresa. O Teatro Duse, que revelou entre outros, autores como Antônio Callado e Rachel de Queiroz, funcionou até 1956 com entrada franca.
O presidente Juscelino Kubitschek transformou-o num "agitador cultural oficial", encarregando-o de dinamizar a cultura e buscar talentos artísticos em todos os recantos do país. Imbuído deste espírito, organizou em Recife o primeiro Festival Nacional de Teatros de Estudantes que reuniu mais de 800 jovens e que duraria ainda seis edições.
Foi nomeado secretário-geral do Conselho Nacional de Cultura, em 1962, quando então organizou a Caravana da Cultura que percorreu os estados de Rio de Janeiro, Minas Gerais, Bahia, Sergipe e Alagoas com 256 jovens que apresentaram espetáculos de teatro, dança e música.
Sua última grande realização como agitador cultural ocorreu em 1965, quando criou a Aldeia de Arcozelo em Paty do Alferes, Rio de Janeiro. Uma fazenda histórica do século XIX, (onde ocorreu a revolta de Manuel Congo), foi doada pelo seu amigo João Pinheiro Filho para que ele implantasse um centro de treinamento de teatro e retiro para artistas. O empreendimento dilapidou sua fortuna e o obrigou inclusive a vender seu casarão de Santa Tereza. Contudo, nem este gesto foi capaz de saldar todas as dívidas, e a Aldeia de Arcozelo ficou fechada por vários anos. Hoje a Aldeia de Arcozelo é o Centro Cultural Pascoal Carlos Magno, um centro permanente de atividades artísticas.
Foi afastado da carreira diplomática pelo Golpe Militar de 1964. Em 1974, ainda lançou um novo projeto, a Barca da Cultura, que desceu o rio São Francisco de Pirapora a Juazeiro, porém sem a mesma dimensão grandiosa dos projetos anteriores. Em 16 de janeiro de 1976, ao completar 70 anos de idade, foi homenageado com uma crônica no Jornal do Brasil escrita por Carlos Drummond de Andrade. Nela, o poeta comenta: por sua vida curtida e generosa, hoje devia ser feriado nacional.
Em 5 de abril de 1982 foi inaugurado na cidade de Novo Hamburgo o Teatro Pachoal Carlos Magno, em sua homenagem. Com capacidade para 400 pessoas sentadas o espaço já recebeu grandes nomes da cultura nacional.

## Obras

### Peças teatrais
- A Torrente (1918)
- Pierrot (1931)
- O Brasil é Nosso (1932)
- Tomorrow Will Be Different (1946, Londres)
- Seremos Sempre Crianças (1947)
- Amanhã Será Diferente (1952)

### Poesia
- Tempo que Passa (1922)
- Chagas de sol (1925)
- Esplendor (1932)
- Poemas do Irremediável (1972)
- Cantigas do Cavaleiro (1981)

### Romance
- Sol Sobre as Palmeiras (1944)

### Autobiografia
- Não acuso, nem me perdôo (diário de Atenas). Rio de Janeiro: Gráfica Record Editora, 1969.

## Premiações
- 1930: Academia Brasileira de Letras, o premia pela peça Pierrot
- 1956: União Nacional dos Estudantes, o agracia com o título de "Estudante Perpétuo do Brasil"
- 1958: Sociedade Teatro de Arte concede-lhe o Prêmio Apolo, como principal figura do teatro nacional em 1957
- 1958: Associação Brasileira de Críticos Teatrais concede-lhe o prêmio homônimo, por serviços prestados ao teatro em 1957
- 1960: Estado da Guanabara o agracia com a Medalha Artur Azevedo
- 1965: Fundação Brasileira de Teatro concede-lhe o Prêmio Conchita de Moraes por serviços prestados ao teatro nos dez anos anteriores